# Martigny (Seine-Maritime)
Pour les articles homonymes, voir Martigny (homonymie).
Martigny est une commune française située dans le département de la Seine-Maritime en région Normandie.

## Géographie

### Localisation
La commune est traversée par la rivière Varenne.

### Hydrographie
La commune est située dans le bassin Seine-Normandie. Elle est drainée par la Varenne et divers autres petits cours d'eau,.
La Varenne, d'une longueur de 39 km, prend sa source dans la commune de Saint-Martin-Osmonville et se jette  dans l'Arques à Arques-la-Bataille, après avoir traversé 13 communes. 
Un plan d'eau complète le réseau hydrographique : le plan d'eau 3 de la commune de Saint-Aubin-le-Cauf (2,56 ha),.

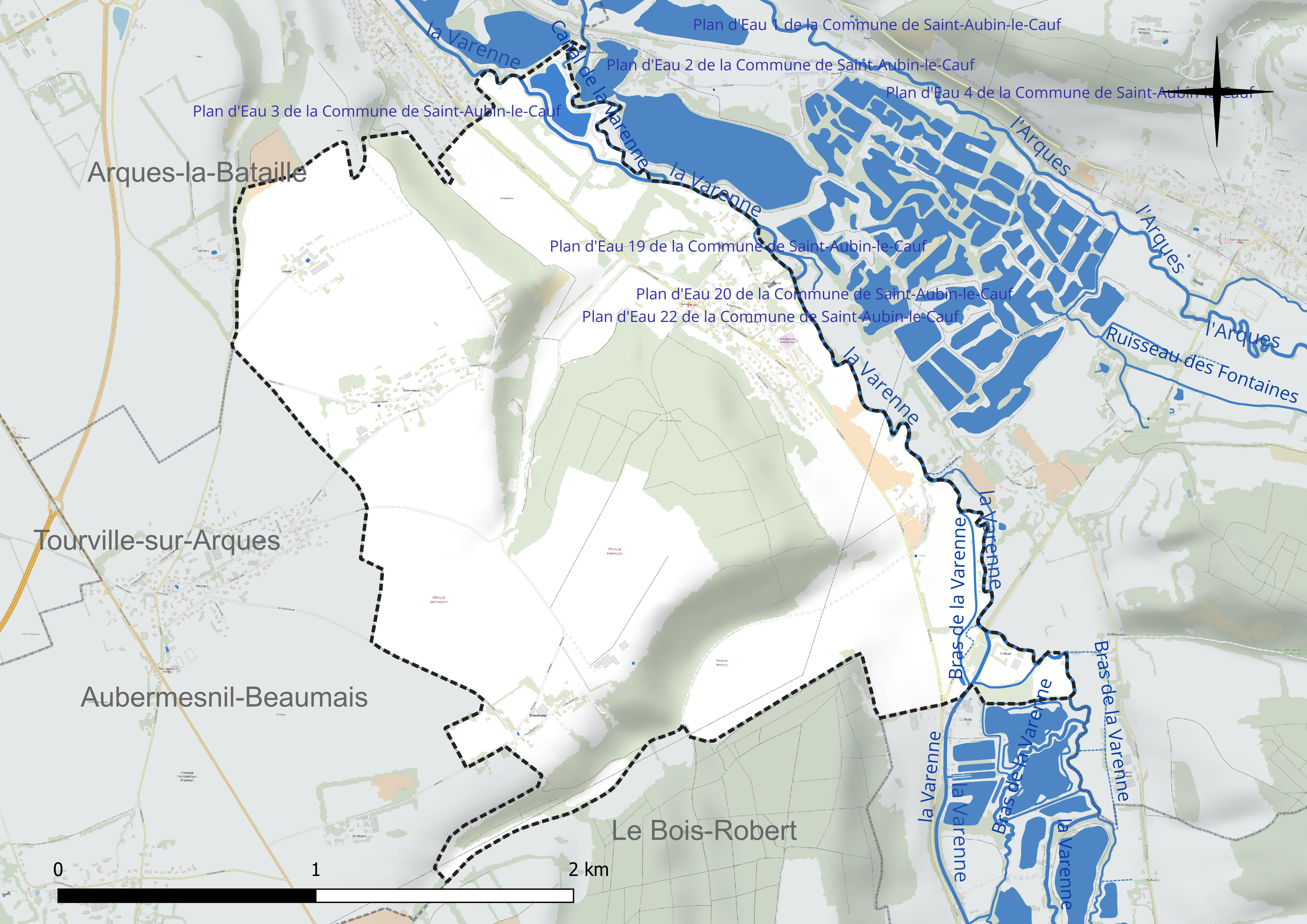
Réseau hydrographique de Martigny.

### Climat
Pour des articles plus généraux, voir Climat de la Normandie et Climat de la Seine-Maritime.
En 2010, le climat de la commune est de type climat océanique altéré, selon une étude du CNRS s'appuyant sur une série de données couvrant la période 1971-2000. En 2020, Météo-France publie une typologie des climats de la France métropolitaine dans laquelle la commune est exposée à un climat océanique et est dans la région climatique Côtes de la Manche orientale, caractérisée par un faible ensoleillement (1 550 h/an) ; forte humidité de l’air (plus de 20 h/jour avec humidité relative > 80 % en hiver), vents forts fréquents. Parallèlement le GIEC normand, un groupe régional d’experts sur le climat, différencie quant à lui, dans une étude de 2020, trois grands types de climats pour la région Normandie, nuancés à une échelle plus fine par les facteurs géographiques locaux. La commune est, selon ce zonage, exposée à un « climat maritime », correspondant au Pays de Caux, frais, humide et pluvieux, légèrement plus frais que dans le Cotentin.
Pour la période 1971-2000, la température annuelle moyenne est de 10,9 °C, avec une amplitude thermique annuelle de 12,6 °C. Le cumul annuel moyen de précipitations est de 836 mm, avec 12,5 jours de précipitations en janvier et 8,4 jours en juillet. Pour la période 1991-2020, la température moyenne annuelle observée sur la station météorologique la plus proche, située sur la commune de Dieppe à 8 km à vol d'oiseau, est de 11,3 °C et le cumul annuel moyen de précipitations est de 805,2 mm,. Pour l'avenir, les paramètres climatiques de la commune estimés pour 2050 selon différents scénarios d’émission de gaz à effet de serre sont consultables sur un site dédié publié par Météo-France en novembre 2022.

## Urbanisme

### Typologie
Au 1er janvier 2024, Martigny est catégorisée commune rurale à habitat dispersé, selon la nouvelle grille communale de densité à sept niveaux définie par l'Insee en 2022.
Elle est située hors unité urbaine. Par ailleurs la commune fait partie de l'aire d'attraction de Dieppe, dont elle est une commune de la couronne,. Cette aire, qui regroupe 62 communes, est catégorisée dans les aires de 50 000 à moins de 200 000 habitants,.

### Occupation des sols
L'occupation des sols de la commune, telle qu'elle ressort de la base de données européenne d’occupation biophysique des sols Corine Land Cover (CLC), est marquée par l'importance des territoires agricoles (69,2 % en 2018), en diminution par rapport à 1990 (73,1 %). La répartition détaillée en 2018 est la suivante : 
terres arables (48,4 %), forêts (25 %), prairies (14,9 %), zones agricoles hétérogènes (5,9 %), zones urbanisées (4,9 %), espaces verts artificialisés, non agricoles (0,9 %). L'évolution de l’occupation des sols de la commune et de ses infrastructures peut être observée sur les différentes représentations cartographiques du territoire : la carte de Cassini (XVIIIe siècle), la carte d'état-major (1820-1866) et les cartes ou photos aériennes de l'IGN pour la période actuelle (1950 à aujourd'hui).

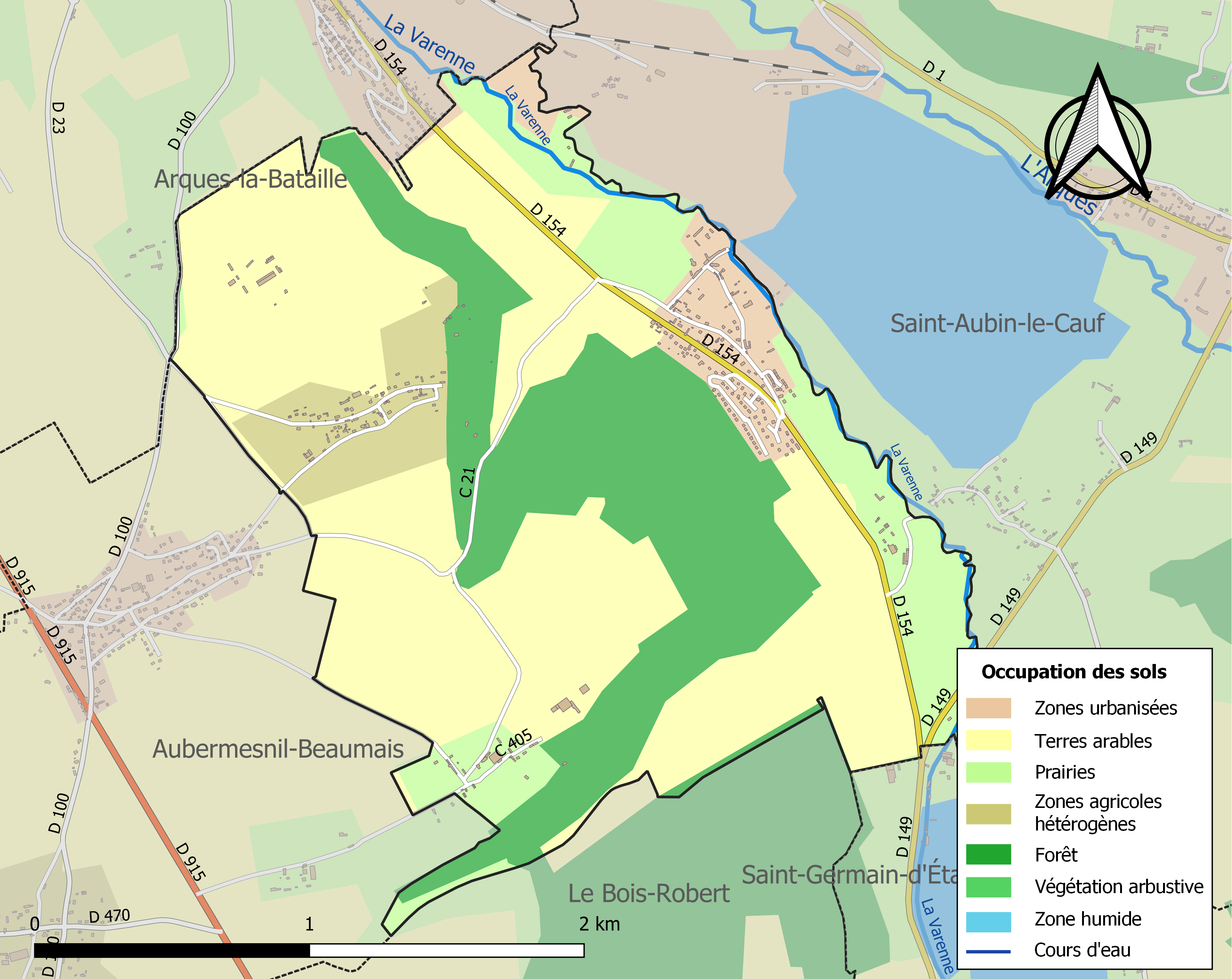
Carte des infrastructures et de l'occupation des sols de la commune en 2018 (CLC).

## Toponymie
Le nom de la localité est attesté sous les formes A ecclesiam de Martegny à la 2.e moitié du XIe siècle; Ecclesia de Martigniaco début du XIIe siècle; Ecclesie de Martinni en 1142; De Martégni, De Martegnio et Martegni au XIIIe siècle; « Martigneium totum juxta Archas cum medietate molendinorum de Archis et de Martigneio » entre 1172, 1173 et 1189; de Martigneio en 1206; Vicariam Sancti Martini de Martegniaco en 1222 ; Ecclesia de Martiniaco vers 1240; Presbyter de Martigniaco en 1248; ecclesia de Marteigny en 1266; In parrochia de Martegni en 1270; In parrochia de Martiniaco en 1280; Ecclesie Sancti Martini de Martigniaco en 1298; Custos de Martiniaco et Martiniacum 1337; Fief à Martegny en 1391; Martegni en 1431 (Longnon); Terre à Martegny en 1419; Marthegny en 1433; Martheny en 1460; Ecclesie Sancti Martini de Martigniaco en 1493; Terre et seigneurie de Martigny en 1503; Sanctus Martinus de Martiniaco au XVIe siècle; Saint Martin de Martigny en 1715; Martigny 1715 (Frémont) et en 1757 (Cassini).
Voir Martigny.

## Politique et administration
| Période                                  | Période                    | Identité        | Étiquette | Qualité                                              |
| ---------------------------------------- | -------------------------- | --------------- | --------- | ---------------------------------------------------- |
| Les données manquantes sont à compléter. |                            |                 |           |                                                      |
| mars 2001                                | mai 2020                   | Bruno Bienaimé  | PS        | Cadre Conseiller général d'Offranville (2008 → 2015) |
| juillet 2020,                            | En cours (au 10 août 2020) | Antoine Brument |           |                                                      |

## Démographie
L'évolution du nombre d'habitants est connue à travers les recensements de la population effectués dans la commune depuis 1793. Pour les communes de moins de 10 000 habitants, une enquête de recensement portant sur toute la population est réalisée tous les cinq ans, les populations de référence des années intermédiaires étant quant à elles estimées par interpolation ou extrapolation. Pour la commune, le premier recensement exhaustif entrant dans le cadre du nouveau dispositif a été réalisé en 2005.

En 2022, la commune comptait 409 habitants, en évolution de −7,67 % par rapport à 2016 (Seine-Maritime : +0,35 %, France hors Mayotte : +2,11 %).
| 1793 | 1800 | 1806 | 1821 | 1831 | 1836 | 1841 | 1846 | 1851 |
| ---- | ---- | ---- | ---- | ---- | ---- | ---- | ---- | ---- |
| 213  | 233  | 220  | 244  | 263  | 244  | 216  | 258  | 238  |

| 1856 | 1861 | 1866 | 1872 | 1876 | 1881 | 1886 | 1891 | 1896 |
| ---- | ---- | ---- | ---- | ---- | ---- | ---- | ---- | ---- |
| 250  | 223  | 215  | 215  | 217  | 222  | 209  | 220  | 234  |

| 1901 | 1906 | 1911 | 1921 | 1926 | 1931 | 1936 | 1946 | 1954 |
| ---- | ---- | ---- | ---- | ---- | ---- | ---- | ---- | ---- |
| 222  | 248  | 242  | 232  | 232  | 207  | 226  | 235  | 207  |

| 1962 | 1968 | 1975 | 1982 | 1990 | 1999 | 2005 | 2006 | 2010 |
| ---- | ---- | ---- | ---- | ---- | ---- | ---- | ---- | ---- |
| 232  | 249  | 307  | 441  | 512  | 531  | 500  | 493  | 478  |

| 2015 | 2020 | 2022 | - | - | - | - | - | - |
| ---- | ---- | ---- | - | - | - | - | - | - |
| 446  | 419  | 409  | - | - | - | - | - | - |

## Culture locale et patrimoine

### Lieux et monuments
L'église Saint-Martin a été construite au XIIIe siècle et consacrée le 19 juillet 1266 par Eudes Rigaud, archevêque de Rouen.
Le pont de pierre.
Le prieuré Sainte-Claire, communauté de moines bénédictins de la congrégation Notre-Dame d'Espérance a été fondé en 1992. Ancienne maison, des XVIIIe siècle et XIXe siècle des sœurs augustines du Saint-Cœur-de-Marie.

### Personnalités liées à la commune
Louis Aston Knight (1873-1948), artiste peintre, est venu y poser son chevalet le long de la Varenne.